# Viorel Munteanu
Viorel Munteanu (n. 14 martie 1954) este un deputat român în legislatura 1990-1992, ales în județul Suceava pe listele partidului FSN. În cadrul activității sale parlamentare în legislatura 1990-1992, Viorel Munteanu a fost membru în grupurile parlamentare de prietenie cu URSS, Republica Coreea și Mongolia. Viorel Munteanu a fost ales deputat în legislatura 1992-1996 pe listele PDSR dar a demisionat pe data de 5 septembrie 1996 și a fost înlocuit de deputatul Mihai Fodor.Președinte al Consiliului Concurenței al României din 06.09.1996 până la 28.12.2001 și membru al acestuia până la 03.03.2004. A fost primul președinte al Consiliului Concurenței de la înființarea acestuia.